# Ciridops
Ciridops là một chi chim trong họ Fringillidae.